# Phlegra gagnoa
Phlegra gagnoa är en spindelart som beskrevs av Logunov, Azarkina 2006. Phlegra gagnoa ingår i släktet Phlegra och familjen hoppspindlar. Inga underarter finns listade i Catalogue of Life.